# احمد موسی

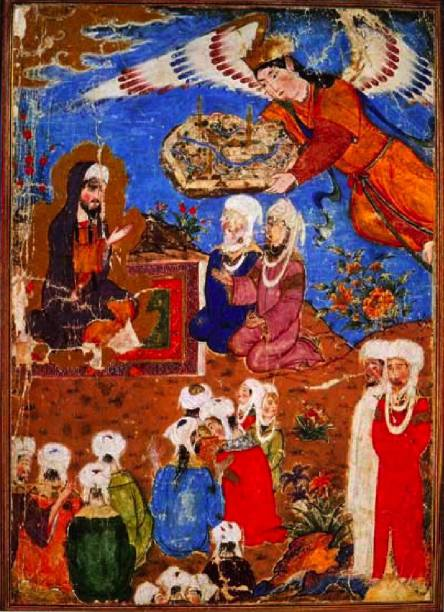
از نگاره‌های معراج‌نامه، منسوب به احمد موسی

احمد موسی از استادان نگارگری ایران در سده ۸ ه‍.ق (۱۴ م) بود. در شرح حال او تنها یک منبع اطلاعاتی ارائه داده، و آن هم مقدمه مرقع بهرام میرزا، به‌قلم دوست‌محمد هروی است. در این مقدمه آمده:
دیگر رسم صورت‌سازی در دیار ختا و در دیار فرنگ به آب و رنگ شد تا عطارد تیز قلم، نشان سلطنت به اسم سلطان ابوسعید خدابنده مرقوم ساخت. استاد احمد موسی که شاگرد پدر خود است، پرده‌گشای چهره تصویر شد و تصویری که حالا متداول است او اختراع کرد و از جمله مواضعی که در زمان پادشاه مشارالیه از او بر صفحهٔ روزگار واقع است، ابوسعیدنامه و کلیله و دمنه و معراج‌نامه به خط مولانا عبدالله صیرفی و تاریخ چنگیزی به خط خوب معلوم است که در کتاب‌خانهٔ پادشاه مرحوم سلطان حسین میرزا بود.

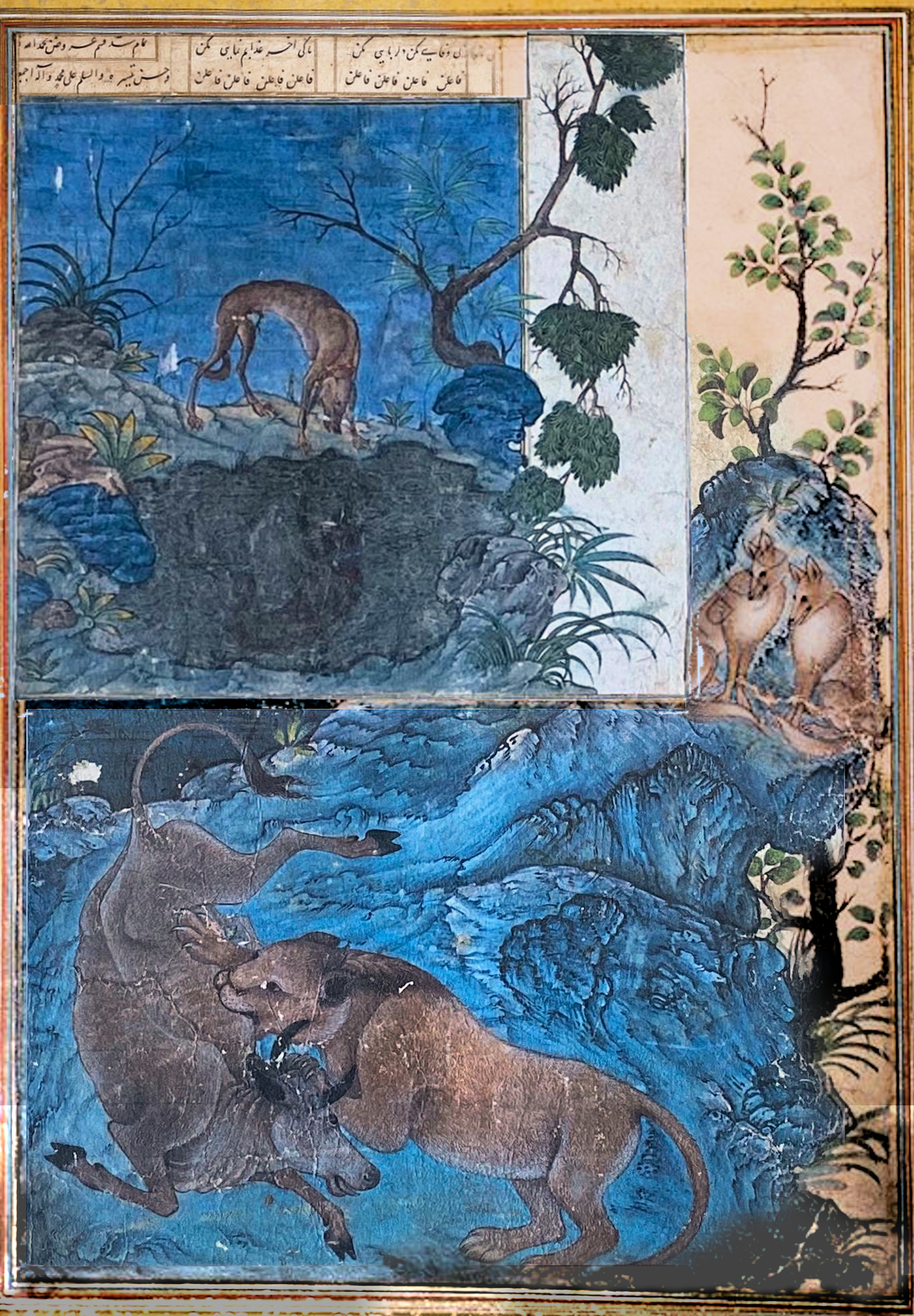
نبرد شیر و گاو، نگاره‌ای از کلیله و دمنه، منسوب به احمد موسی

از ماهیت ابوسعیدنامه و تاریخ چنگیزی چیزی دانسته نیست، اما از معراج‌نامه مورد اشاره، ده نگاره در این مرقع آمده، که چهارتای آن‌ها را از آن احمد موسی دانسته‌اند. مرقع بهرام میرزا که این نگاره‌ها در آن آمده، امروزه با شماره Hazine 2154 در مجموعه کاخ طوپقاپو نگهداری می‌شود. تعدادی نگاره از یک نسخه کلیه و دمنه که امروزه در کتابخانه دانشگاه استانبول به‌شماره F. 1422 محفوظ است هم به احمد موسی نسبت داده‌اند. شماری از پژوهشگران، احمد موسی را از نگارگران نسخه موسوم به شاهنامه ابوسعیدی دانسته‌اند. ابوالعلاء سودآور، ابوسعیدنامه مورد اشاره مرقع را همین نسخه از شاهنامه دانسته است.
آثار منسوب به احمد موسی، نقطه اوج هنر نگارگری در دوره ایلخانی هستند. در این آثار عناصر نگارگری چینی واردشده در زمان حکمرانی ایلخانان به‌خوبی با عناصر نگارگری ایرانی آمیخته‌شده است. میراث این سبک به دوره‌های بعدی تاریخ نگارگری ایرانی نیز انتقال یافت.